# Béla II. Uherský
Béla II. zvaný Slepý (1108/1110 – 13. února 1141), maďarsky Vak II. Béla, byl uherským králem z dynastie Arpádovců.

## Rodina
Byl synem Almoše, chorvatského krále a nitranského knížete, mladšího bratra uherského krále Kolomana I., a Předslavy, dcery kyjevského velkoknížete Svatopluka II.
Jako chlapec byl Béla roku 1113 oslepen svým strýcem, králem Kolomanem – stejný osud postihl i jeho otce Almoše.
| „                  | ... protože byl s ním příbuzný, nesáhl mu na život, ale zbavil ho pouze zraku, aby nemohl nosit korunu svatého krále... | “ |
| — Dubnická kronika | |   |

Důvodem byla Almošova opozice proti králi a Kolomanovy obavy, aby nebylo ohroženo následnické právo jeho vlastního syna Štěpána.

## Vláda a politika

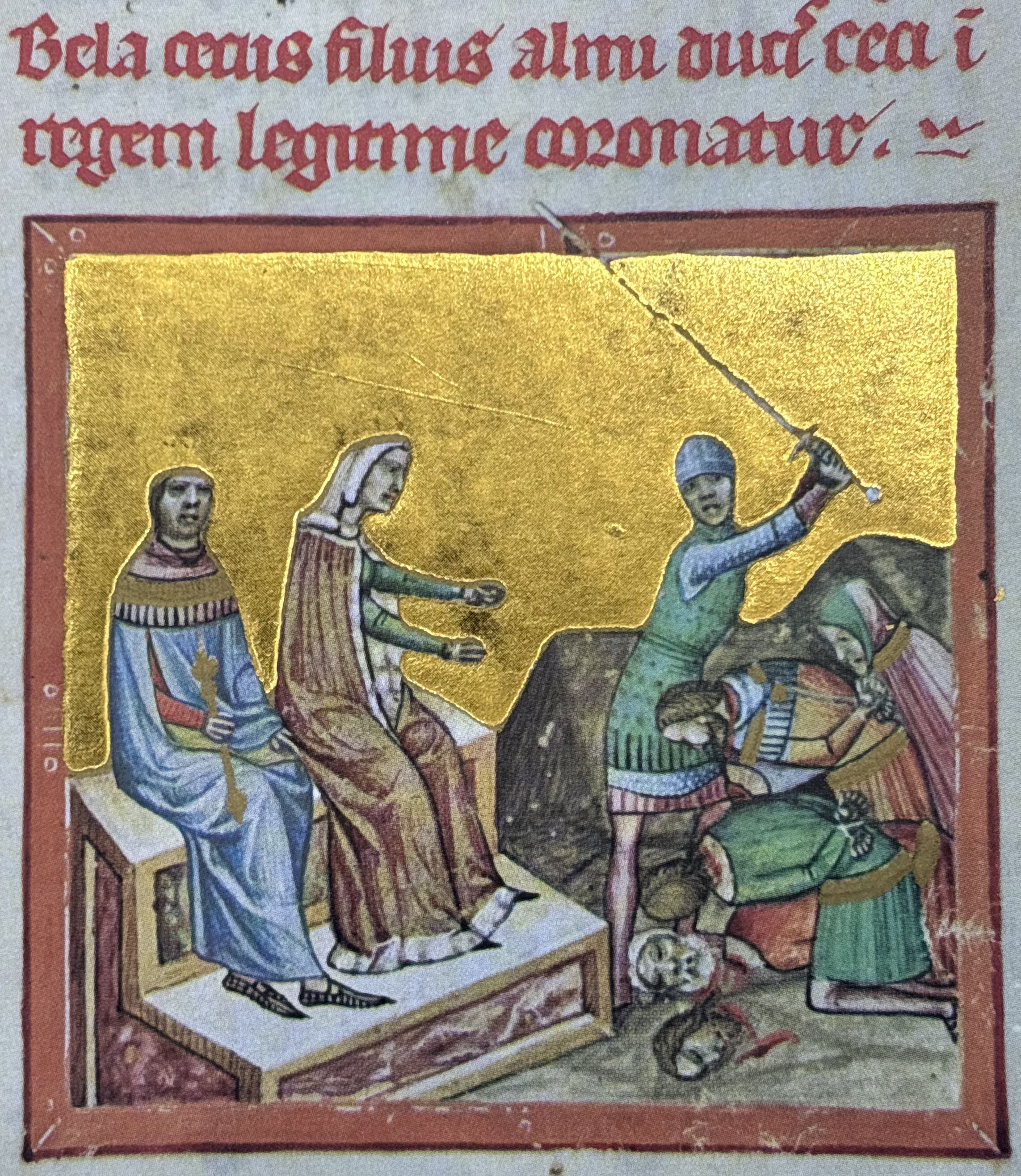
Královský pár při popravách v Aradu (Chronicon Pictum)

Roku 1131 se stal Béla uherským králem, neboť Kolomanův syn Štěpán II. neměl mužského dědice a roku 1128 povolal ke dvoru svého slepého bratrance, učinil jej svým následníkem a také zprostředkoval jeho sňatek s Helenou (též uváděna jako Ilona nebo Jelena), dcerou srbského velkého župana Uroše I. Vzhledem ke svému hendikepu nebyl Béla schopen vykonávat samostatnou vládu a opíral se tedy nejen o svou královskou radu, ale i o manželku Helenu, která hrála významnou roli při výkonu královské moci. Důležité postavení na uherském dvoře měl i Helenin bratr bán Beluš, který často jednal královým jménem.
Ke korunovaci došlo 28. dubna 1131 ve Stoličném Bělehradě. Jeho panování pak začalo shromážděním v Aradu, při kterém nechal popravit všechny šlechtice, kteří se spolupodíleli na jeho oslepení. Podle pramenů se jednalo o 68 šlechticů a na tomto aktu pomsty se bezpochyby výrazně podílela královna Helena.
| „                                                   | ... chci se dozvědět, proč váš pan král byl zbaven svých očí a na čí radu se to stalo. Odhalte mi to, na tomto místě se jim tvrdě pomstěte a ukončete za nás jejich životy... | “ |
| — královna Helena ke shromáždění (Dubnická kronika) | |   |

Po Bélově nastolení na uherský trůn vystoupil znovu se svými nároky Boris, neuznaný syn krále Kolomana, a získal zastání na polském dvoře Boleslava Křivoústého (který byl s Arpádovci vzdáleně spřízněn). Roku 1132 vpadl do Uher a z prohrané bitvy se spasil útěkem. Bélu tehdy vojensky podpořil švagr Adalbert Babenberský, a jeho další švagr, český kníže Soběslav I. opakovaně vtrhl do Boleslavova Slezska. Soběslav byl také Bélovým zástupcem u císařova dvora. Až v srpnu 1135 se na říšském sněmu Boleslav Křivoústý vzdal svého chráněnce Borise a uznal Bélu uherským králem.

## Potomci
S Helenou Srbskou (po 1109 – po 1146):
- Alžběta (kolem 1129 – před 1155), manželka polského knížete Měška III.
- Gejza II., uherský král (kolem 1130 – 31. květen 1162)
- Ladislav II., uherský král (1131 – 14. leden 1163)
- Štěpán IV., uherský král (kolem 1133 – 11. duben 1165)
- Sofie (kolem 1136 – ?), řeholnice v Admontu